# Primo Cuttica
Primo Cuttica (Alessandria, 1876 – Sant'Ilario, 1921) è stato un attore italiano.

## Biografia
Primo Cuttica fu un attore di varietà italiano, che raggiunse la popolarità con la macchietta del soldato quasi ebete, di origine rurale e che si dimostra incapace di adattarsi alle regole della vita militare, che in Francia dette fama a Polin e più tardi a Fernandel.
Riscossero molto successo i tipi da lui disegnati nelle macchiette intitolate Scene di marcia e Impressioni di marcia.
Cuttica, imbacuccato in un buffo cappottone di fanteria, portava alla luce, dialogando in numerosi dialetti differenti, i guai del classico "cappellone".
Partecipò alla realizzazione di alcuni film muti col soprannome di Bidoni.
Insieme a Leopoldo Fregoli è ritenuto il prototipo degli artisti di varietà che si sono dedicati successivamente al cinema, in un genere particolare che in Italia sarebbe stato definito comiche.
Tra i suoi film si possono menzionare: Cuttica risolve la questione (1914), Il delitto di Cuttica (1914), Bidoni e la maschera dai denti neri (1918).

## Opere

### Teatro
- Scene di marcia;
- Impressioni di marcia.

### Cinema
- Cuttica risolve la questione (1914);
- Il delitto di Cuttica (1914);
- Bidoni e la maschera dai denti neri (1918).